# Erastria esperanza
Erastria esperanza är en fjärilsart som beskrevs av Barnes och Mcdunnough 1916. Erastria esperanza ingår i släktet Erastria och familjen mätare. Inga underarter finns listade i Catalogue of Life.